# Ігнасіо Ейсагірре
Ігнасіо Ейсагірре (ісп. Ignacio Eizaguirre, нар. 7 листопада 1920, Сан-Себастьян — пом. 1 вересня 2013, Сан-Себастьян) — іспанський футболіст, що грав на позиції воротаря. По завершенні ігрової кар'єри — футбольний тренер.
Як гравець насамперед відомий виступами за «Валенсія», з якою тричі ставав чемпіоном Іспанії, а також національну збірну Іспанії, у складі якої був учасником чемпіонату світу 1950 року. Син футбольного воротаря Агустіна Ейсагірре, який також виступав за «Реал Сосьєдад» та збірну Іспанії.

## Клубна кар'єра
Народився 7 листопада 1920 року в місті Сан-Себастьян. Вихованець футбольної школи клубу «Лагун Артеа». 1936 року став гравцем молодіжної команди «Реал Сосьєдаду» — клубу, за який раніше грав його батько, Агустін Ейсагірре. 1939 року Ігнасіо дебютував в основному складі сан-себастьянського клубу, який виступав у той час в Сегунді. На молодого голкіпера звернуло увагу керівництво одного з лідерів іспанського футболу — «Валенсії». Переговори керівників двох клубів про трансфер воротаря виявилися затяжними і, можливо, виявилися б для «Валенсії» безрезультатними, якби не підтримка батька Ігнасіо, який з самого початку висловився на користь переходу. Трансфер Ігнасіо Ейсагірре став найдорожчим трансфером сезону: молодий голкіпер обійшовся валенсійцям в 40 тисяч песет.
У воротах «Валенсії» Ігнасіо Ейсагірре дебютував у 13 турі сезону 1941/42, у виїзному матчі проти мадридського «Реала». Дебют вийшов украй невдалим: валенсійський клуб пропустив у свої ворота 5 сухих м'ячів, а молодий воротар на кілька турів сів у запас. Наступного разу він вийшов на поле в Більбао, в матчі проти місцевого «Атлетика», який став для «Валенсії» переможним. Після цього матчу Ігнасіо Ейсагірре утвердився як основний воротар клубу, а «Валенсія», завершивши сезон на першому місці, завоювала перший у своїй історії чемпіонський титул.
Через 2 роки валенсійці повторили свій успіх, знову ставши чемпіонами Іспанії. Для Ігнасіо Ейсагірре цей сезон був успішним подвійно: за його підсумками воротар став найкращим голкіпером Примери, завоювавши крім чемпіонського титулу Трофей Самори. У наступному сезоні Ігнасіо Ейсагірре знову став володарем Трофею Самори, ставши, таким чином, не лише першим воротарем «Валенсії», який отримав цю нагороду, але і першим валенсійцем, який отримав Трофей Самори двічі поспіль (лише через 57 років досягнення Ейсагірре зміг повторити інший видатний голкіпер «Валенсії» — Сантьяго Каньїсарес).
У наступні роки Ігнасіо Ейсагірре поповнив свою колекцію трофеїв, ставши у складі «Валенсії» чемпіоном сезону 1946/47 і володарем Кубка країни 1949 року.
1950 року, відігравши у складі «Валенсії» 9 сезонів, Ігнасіо Ейсагірре повернувся на батьківщину, перейшовши до клубу, в якому починав свою професійну кар'єру — «Реал Сосьєдад», де до 1956 року.
Завершив професійну ігрову кар'єру у клубі «Осасуна», за яку виступав протягом 1956–1959 років.

## Виступи за збірну
1945 року дебютував в офіційних матчах у складі національної збірної Іспанії в грі проти збірної Португалії.
У складі збірної був учасником чемпіонату світу 1950 року у Бразилії. Той турнір Ігнасіо розпочав як основний воротар збірної, але по ходу турніру, діставши травму, поступився місцем у воротах Антоні Рамальєтсу з «Барселони». До фінального для іспанців матчу чемпіонату Ейсагірре відновився і знову зайняв місце у воротах, але допомогти своїм партнерам завоювати медалі не зміг: іспанці, поступившись збірній Швеції з рахунком 3:1, стали лише четвертими на турнірі.
Протягом кар'єри у національній команді, яка тривала 8 років, провів у формі головної команди країни лише 18 матчів, пропустивши 31 гол.

## Кар'єра тренера
Розпочав тренерську кар'єру відразу ж по завершенні кар'єри гравця, 1959 року, очоливши тренерський штаб клубу «Осасуна», де пропрацював один рік.
В подальшому очолював низку іспанських клубів, проте в жодному з них не досяг великих успіхів і надовго не затримувався.
Останнім місцем тренерської роботи був клуб «Кордова», який Ігнасіо Ейсагірре очолював як головний тренер протягом 1975—1977 років.
Помер 1 вересня 2013 року на 93-му році життя у рідному місті Сан-Себастьян.

## Титули і досягнення
- Чемпіон Іспанії (3):

«Валенсія»: 1941-42, 1943-44, 1945-46
- Володар Кубка Іспанії з футболу (1):

«Валенсія»: 1948-49